# Голдыревский
Голдыревский — посёлок в Пермском крае России. 
Входит в Кунгурский район в рамках административно-территориального устройства и в Кунгурский муниципальный округ в рамках организации местного самоуправления.

## География
Посёлок находится в южной части Кунгурского района примерно в 19 километрах от центра Кунгура на юг-юго-восток.

## История
По данным местных краеведов на месте посёлка в первой половине XX века существовала деревня Голдыри. В 1950-х совхоз Голдыревский уже упоминается как место ссылки советских немцев.
С 2004 до 2020 гг. посёлок был административным центром Голдыревского сельского поселения Кунгурского муниципального района.

## Население
Постоянное население составляло 911 человек в 2002 году (90 % русские), 876 человек в 2010 году.

## Климат
Климат умеренно-континентальный с продолжительной снежной зимой и коротким, умеренно-тёплым летом. Средняя температура июля составляет +17,8 0С, января −15,6 0С. Среднегодовая температура воздуха составляет + 1,3°С. Средняя продолжительность периода с отрицательными температурами составляет 168 дней и продолжительность безморозного периода 113 дней. Среднее годовое количество осадков составляет 539 мм.